# Сан-Феліче-дель-Бенако
Сан-Феліче-дель-Бенако (італ. San Felice del Benaco) — муніципалітет в Італії, у регіоні Ломбардія, провінція Брешія.
Сан-Феліче-дель-Бенако розташований на відстані близько 440 км на північ від Рима, 110 км на схід від Мілана, 26 км на схід від Брешії.
Населення — 3391 особа (2014).

## Демографія
Населення за роками:

Станом на 1 січня 2023 року в муніципалітеті офіційно проживали 283 іноземці з 50 країн, серед них 97 громадян країн Євросоюзу та 21 громадянин України.

## Сусідні муніципалітети
- Гарда
- Манерба-дель-Гарда
- Пуеньяго-суль-Гарда
- Сало
- Торрі-дель-Бенако